# Intelligence collective

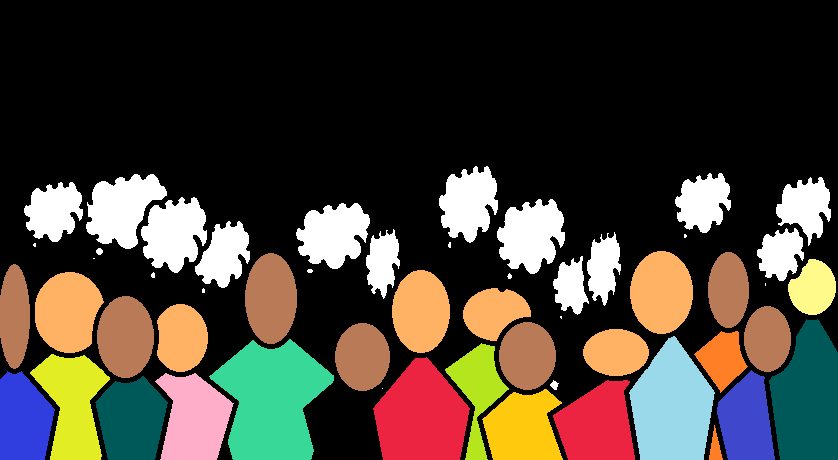
« Personne ne sait tout, tout le monde sait quelque chose ».

 (août 2020).
Si vous disposez d'ouvrages ou d'articles de référence ou si vous connaissez des sites web de qualité traitant du thème abordé ici, merci de compléter l'article en donnant les références utiles à sa vérifiabilité et en les liant à la section « Notes et références ».
L'intelligence collective ou de groupe se manifeste par le fait qu'une équipe d'agents coopérants peut résoudre des problèmes plus efficacement que lorsque ces agents travaillent isolément. Le concept d’intelligence collective a été mobilisé pour aborder des collectifs d'agents très divers : des insectes vivant en colonies, des équipes d'humains, des robots collaboratifs, bien que dans ce dernier cas il conviendrait plutôt de parler d'intelligence distribuée.
Pour Pierre Lévy, il s'agit d'une « intelligence partout distribuée, sans cesse valorisée, coordonnée en temps réel, qui aboutit à une mobilisation effective des compétences ».
Elle résulte entre autres de la qualité des interactions entre ses membres (ou agents).
L’intelligence collective est étudiée en sociobiologie, en sciences politiques et dans le contexte de l'étude des performances de systèmes socio-techniques, tels que les applications de la production participative. L'intelligence collective a également été attribuée et étudiée chez les animaux et des organismes aussi simples que les bactéries,.
Les principes de l'intelligence collective sont aujourd'hui appliqués en sociologie, en sciences de gestion, en informatique et dans les théories de la communication, notamment dans le but de mieux mobiliser les compétences disponibles au sein d'une équipe, d'une institution.

## Principes
Alors que la connaissance des membres d’une communauté est limitée, tout autant que leur perception de l'environnement commun et bien qu'ils n'ont pas conscience de la totalité des éléments pertinents par rapport aux buts, des agents peuvent accomplir des tâches complexes ou trouver des solutions novatrices grâce à différents mécanismes, méthodes…, tel la stigmergie.
Les formes d'intelligence collective sont très diverses selon les types de communauté et les membres qu'elles réunissent. Les groupes humains, en particulier, n'obéissent pas à des règles aussi mécaniques que d'autres collectifs, par exemple les animaux sociaux tels les colonies d'insectes ou les associations de robots coopératifs. S’agissant de collectifs humains, une définition très large a été proposée par Geoff Mulgan dans une série de conférences et de rapports diffusés à partir de 2006 dans son livre Big Mind: how collective intelligence can change our world (Princeton, 2017). Il y propose en effet un cadre d'analyse qu’il considère valable pour tout système de pensée, y compris l'intelligence humaine (vue comme le fruit de la coopération entre neurones) et l'intelligence artificielle. Son cadre d'analyse implique de tenir compte des fonctions exercées (observation, prédiction, créativité, jugement, etc.), de boucles d'apprentissage et de formes d'organisation. L'objectif de Mulgan est ni plus ni moins de fournir un moyen d’évaluer, puis d’améliorer l'intelligence collective d'une ville, d'une entreprise, d'une ONG ou d'un parlement. Pour cet auteur, le cadre d’analyse apporté par l’intelligence collective peut permettre de renforcer la capacité des structures sociales à répondre aux défis du monde moderne en maximisant les capacités créatives et en minimisant les dimensions destructrices des institutions humaines.
En l’absence de structure de décision centralisée, l’intelligence collective des systèmes naturels repose sans doute sur des principes d’auto-organisation et d’émergence. Les chercheurs qui veulent appliquer ce paradigme de l’intelligence collective aux collectifs de robots collaboratifs dans une perspective bioinspirée ou biomimétique cherchent à tenir compte de ces principes et cherchent à les implémenter.
Dans ce sens, l’intelligence collective peut être lue comme une ingénierie dont le but est de maximiser l’efficacité cognitive d’un groupe humain par exemple en structurant les échanges interpersonnels, en optimisant la composition du groupe ou et utilisant des supports électroniques pour faciliter les échanges.

## Historique
L'intelligence collective animale est un domaine d'étude scientifique qui connaît un grand développement à partir des années 1980, avec des entomologistes comme Edward Osborne Wilson et Bert Hölldobler qui mettent en évidence l'intelligence collaborative des fourmis, ou le neurobiologiste Thomas Dyer Seeley (en) qui écrit sur l'intelligence distribuée chez les abeilles. Des travaux sur l’intelligence artificielle distribuée apparaissent également à la même époque.
La recherche sur l'intelligence collective humaine qui se développe au début du XXIe siècle, s'inspire de ces études, et est popularisée par le best-seller La Sagesse des foules publié en 2004 par le journaliste américain James Surowiecki qui rappelle l'expérience emblématique, et largement ignorée jusque-là, de Francis Galton en 1906 sur l'estimation correcte du poids d'un bœuf dans une foire anglaise.

## Intelligence collective humaine

### Conditions d’émergence dans des groupes humains
Les chercheurs considèrent que l'intelligence collective apparaît lorsque des connaissances et des compétences locales et distribuées sont coordonnées pour atteindre un objectif collectif (mais pas nécessairement consensuel).
Quatre éléments de base ont été identifiés pour que de l’intelligence collective émerge :
- un groupe d'acteurs compétents dans des domaines de connaissances spécifiques ;
- un ensemble de ressources (ressources physiques, informations, connaissances, relations) et de mécanismes d'interaction (par exemple des outils de carte heuristique, navigateur de base de données, des supports visuels de discussion visuelle…) à la disposition des acteurs ;
- des précisions sur les objectifs et les résultats que les acteurs doivent atteindre ;
- un moyen d'évaluer l’atteinte des résultats.

En outre, un facteur de succès attesté est la capacité des membres du collectif de déduire les états mentaux d'autrui, tels que les croyances ou les sentiments, à partir d'indices subtils. Tant dans le cadre d'études en laboratoire et d’investigations sur le terrain, les chercheurs ont constaté qu'une plus grande participation et une participation plus égale entre les membres sont associées à une intelligence collective plus élevée,. L’inscription de l’équipe dans une culture de communication non violente favorise une collaboration efficace.
Selon plusieurs études, l'intelligence collective d'un collectif augmente avec la proportion de femmes, bien que l’optimum implique de conserver un minimum d'hommes,,,,. Ce résultat s'explique par le fait que les femmes facilitent davantage l’échange d’idées et les processus collectifs : en effet, la sensibilité sociale, qui constitue l'un des facteurs déterminants pour l'intelligence sociale d'un groupe, est en moyenne plus élevée chez les femmes que chez les hommes,. Par ailleurs, l'intelligence sociale d'un groupe n’est que faiblement corrélée aux quotients intellectuels de chacun des membres.
James Surowiecki, propose quant à lui une méthode d'intelligence collective autour de quatre facteurs clefs :
1. Diversité d'opinions : plus les approches sont diverses, plus il est probable qu'une bonne ou meilleure solution émerge.
2. Indépendance d'esprit : les opinions de chacun ne doivent pas dépendre des opinions des autres. Le peu d’intelligence des foules serait le résultat du trop peu d’indépendance d’esprit dans ce contexte.
3. Décentralisation : pour assurer un équilibre entre le global et le local, les individus apportent chacun leur savoir spécialisé, tiré d'une connaissance intime d'un aspect du problème à résoudre.
4. Agrégation : un mécanisme de compte objectif, pour réunir les jugements des personnes en un jugement final. (ex: vote à la majorité, estimation de probabilité sur un marché prédictif).

Parmi les méthodes d'intelligence collective, on peut citer la prise de décision par consentement, développée par la sociocratie et reprise par l'holacratie, la méthode des six chapeaux, la théorie U. Une meilleure connaissance du processus créatif, par exemple dans l’alternance des phases de divergence et de convergence, est utile. Elle permet par exemple de mieux alterner les moments de travail individuel et de travail collectif, en faisant aussi varier la composition du groupe.
Afin d'anticiper les risques et menaces à un projet, la méthode du pré-mortem permet de minimiser les biais de conformité et donc de récolter des avis souvent plus honnêtes et divers que les méthodes traditionnelles de prospective. Inspirée des théories systémiques et proposée par le psychologue américain Gary Klein (en), cette méthode demande à un groupe de se projeter dans un futur proche où le projet a échoué. Leur objectif est de fournir les causes possibles de cet échec. En demandant au groupe d'être critique ensemble, et en employant le parti pris de l'échec, on minimise la tendance des individus à l'autocensure et à la "Pensée de groupe", nocive à la bonne prise de décision. Daniel Kahneman décrit le pré-mortem comme une technique de "debiasing" particulièrement efficace du fait qu'elle encourage l'indépendance d'esprit.

## L'intelligence collective comme ingénierie
Le centre d'intelligence collective du National Endowment for Science, Technology and the Arts (en) a pour objectif d'aider les organisations à devenir plus intelligentes collectivement et à prendre de meilleures décisions de groupe. Pour ce faire, les chercheurs partent d'une séquence de phases théoriques de la décision, qui débute par l'identification des objectifs pour aller vers la génération d'idées et l'évaluation, puis cherchent à voir comment chaque étape peut être optimisée pour tirer le meilleur parti des compétences de l'équipe et au-delà,.
Le centre d'intelligence collective du Massachusetts Institute of Technology rassemble des scientifiques pour trouver comment des personnes et les dispositifs informatiques peuvent travailler ensemble de manière plus intelligente, et pour aborder des questions scientifiques sous-jacentes à cette question. Pour ce faire, les membres se centrent sur plusieurs objectifs : concevoir des systèmes collaboratifs intelligents, étudier l’intelligence collective dans des organisations existantes, concevoir des théories autour de l’intelligence collective.

## Intelligence collective et outils numériques
Les développements d’internet sont pointés comme un élément ayant rendu visible les apports de la collaboration dans la génération de solutions pour des problèmes de différentes natures. L’intelligence ne parait plus située dans le seul esprit des individus isolés mais apparait en lien à leur capacité d’échanger pour mieux définir des problèmes et y chercher collectivement des solutions.
Mulgan donne l’exemple d’une jeune diabétique indienne qui avait développé une première version d’une application mobile destinée à monitorer son niveau d’insuline, puis l’a partagée sur internet. En un temps très court, plus de 400 insiluno-dépendants se sont coordonnés pour améliorer l’application qui a dès lors surpassé en qualité des produits commerciaux. "Chaque individu, organisation ou groupe pourrait mieux se débrouiller s'il faisait appel… à la matière grise d'autres personnes et d'autres machines".
Le NESTA lie très directement intelligence collective et technologies. Cet institut en arrive à considérer que l'intelligence collective est générée lorsqu'un groupe de personnes diverses travaille ensemble, souvent avec l'aide de la technologie, pour mobiliser un éventail accru d'informations, d'idées et de connaissances afin de résoudre un problème. Elle part du principe que l'intelligence est distribuée. Différentes personnes détiennent différents éléments d'information et apportent différentes compétences qui, une fois combinées, donnent une image plus complète d'un problème et de la manière de le résoudre.
Pour Nature, l'avantage de connecter les gens est évident lorsqu'il s'agit d'agréger rapidement de grandes quantités d'informations distribuées. Ainsi, des applications efficaces du principe de la production participative sont si nombreuses qu’on aurait de la peine à les recenser. Peu après le lancement du projet d'astronomie Galaxy Zoo, par exemple, des centaines de milliers de bénévoles ont classé des galaxies à partir d'images collectées par le Sloan Digital Sky Survey, réalisant en à peine six mois ce qui aurait pris des années à une personne travaillant 24 heures sur 24. Cependant, la démonstration de la puissance du collectif est moins évidente lorsqu’il s’agit de prendre une décision compliquée dans la sphère politique par exemple.
Dès lors, pour éviter la stupidité qu’on voit chaque jour démontrée par les réseaux sociaux, Mulgan considère que l’énergie des chercheurs en IC doit être focalisée sur l’identification des structures, règles, compétences, outils et normes qui "transforment des groupes fragmentés et conflictuels en quelque chose de plus proche d'une intelligence collective". Hélène Landemore va dans le même sens. Pour Mulgan, c’est aux institutions publiques de structurer les entités humaines (entreprises, administrations…) dans ce sens, pour Landemore, c’est effectivement une question cruciale.

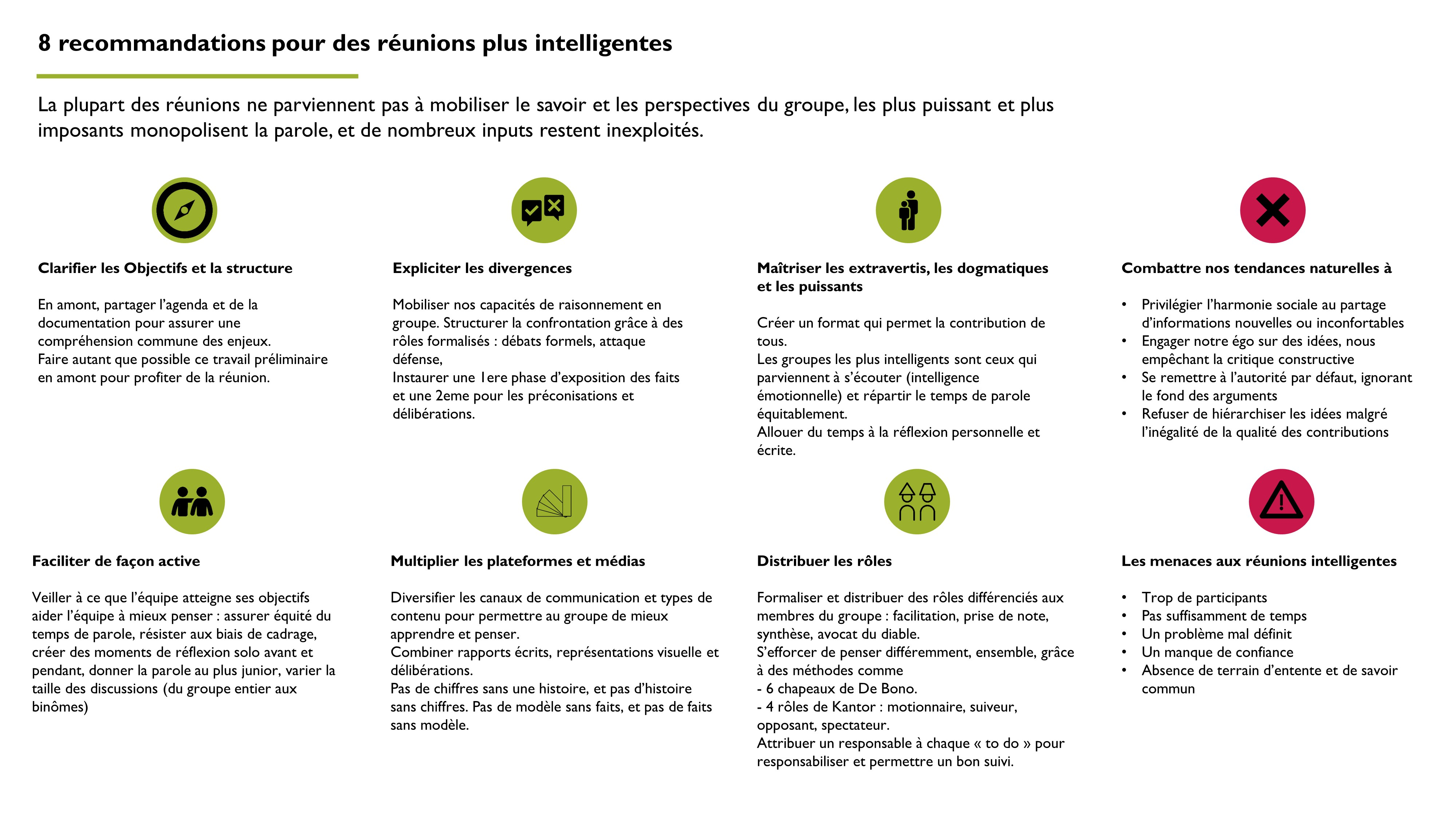
8 recommendations de Geoff Mulgan du NESTA britannique, tirées de son livre "Big Mind"

Mulgan considère qu’un premier moyen simple de développer l’intelligence collective est d'améliorer la façon dont nous conduisons les réunions. Il préconise des réunions plus courtes assorties d’ordres du jour plus clairs, avec une attribution de tâches définies, d’objectifs bien énoncés et avec une meilleure utilisation de l'espace, de la modération et de supports technologiques simples.

## Intelligence collective et recherche
L'étude de l'intelligence collective a pour objectif de comprendre les conditions qui permettent l'émergence du phénomène, répertorier ses variations et de construire des méthodes et outils pour l'optimiser. La recherche sur le sujet puise dans de nombreuses disciplines, des sciences cognitives, à la psychologie sociale, la science des données, l'informatique et le management. La discipline s'appuie également sur les pratiques innovantes issues des mouvements de démocratie participative.
La cinquième conférence annuelle sur l'intelligence collective, qui s'est tenue en juin 2017 à New York, était axée sur la démocratie. Des experts en informatique et en sciences sociales se sont réunis pour examiner ce que les institutions démocratiques doivent faire pour mieux exploiter l'intelligence et l'expertise de ceux qu'elles gouvernent. Celle de 2020 a exploré les impacts de la technologie et du big data sur la façon dont les gens se rapprochent pour communiquer, combiner leurs connaissances et accomplir leur travail.

### Sciences cognitives

#### Les groupes raisonnent mieux que les individus
Hugo Mercier, spécialiste du raisonnement à l’institut Jean Nicod, démontre que les groupes peuvent surpasser les individus pour résoudre un problème de logique. Dans une de ses expériences, on présente le scénario suivant aux participants. :

« Paul regarde Linda. Linda regarde Jean. Paul est marié, Jean n'est pas marié. On ne sait pas si Linda est mariée ou non. Est-ce qu'une personne mariée regarde une personne qui ne l'est pas ? Réponses possibles: Oui. Non. On ne peut pas savoir »

Pour arriver à la bonne réponse, les participants doivent examiner l’enchaînement logique de chaque réponse possible. Malgré la simplicité du problème, seuls 10% des participants donnent la bonne réponse : Oui, quelqu'un de marié regarde quelqu'un qui ne l'est pas.
Hugo Mercier ne souscrit pas à l’hypothèse selon laquelle ce taux d'erreur élevé ne serait que la conséquence des limites cognitives du cerveau humain (une mémoire de travail limitée par exemple). Selon lui, le problème provient du fait qu'en raisonnant, la majorité des individus n'examinent pas chaque réponse possible, mais viennent seulement étayer d'arguments la réponse qui leur parait a priori intuitivement bonne. Il appelle ce type de biais de confirmation le "my side bias" : la tendance à trouver des arguments en faveur des croyances et intuitions que nous possédons déjà. La raison ne ferait donc que conforter nos intuitions au lieu de les mettre à l'épreuve.

Propagation de la bonne réponse (en vert) à un problème similaire à l'énigme de Linda. Plus le temps passe, plus le groupe tend vers la bonne réponse grâce à l'échange d'arguments entre ses membres.

Pour résoudre ce qui semble constituer une faculté de raisonnement paradoxalement biaisée, Hugo Mercier et Dan Sperber proposent que la fonction de la raison est de nature argumentative, et donc sociale. Le raisonnement serait ainsi plus efficace dans un contexte où les individus peuvent interagir et argumenter, parce que de tels contextes les amènent à devoir donner des arguments justifiant leurs intuitions.
Cette théorie semble se vérifier empiriquement dans le cas de l’exemple cité plus haut : quand on demande à un groupe de participants d'argumenter entre eux, 20 min de discussion suffisent à faire changer le groupe entier d'avis. De nombreuses institutions, telles que l'école, la justice et la science reposent sur l'argumentation pour déterminer ce qui est vrai et juste.
Mercier propose ainsi que "Raisonner seul ne nous permet pas de savoir si l'on a tort ou raison. Le meilleur moyen est de trouver ceux qui ne partagent pas nos opinions et de leur parler".

### Approche interactionniste du raisonnement humain: la nécessité de l’échange collectif
Pour Mercier et Sperber,  il faut rejeter le point de vue le plus communément admis selon laquelle nous utilisons la raison pour atteindre la connaissance et prendre de meilleures décisions. Ils appellent cette vision l'approche intellectualiste,. Cette approche ne permet pas de comprendre quand et comment les humains raisonnent, les observations empiriques et leurs études montrent qu’il faut adopter une approche différente, qu'ils appellent l'approche interactionniste :  nous utilisons notre raison lorsque nous essayons de convaincre les autres ou lorsque d'autres essaient de nous convaincre. La production d'arguments procède par le biais d'une inférence rétrograde [puisque je pense que la bonne réponse est «on ne peut pas savoir» quel est le raissonnement qui m’amène à penser cela ?»], i.e. qui part d'une conclusion privilégiée aux raisons qui la soutiendraient. Cette façon de fonctionner, associée à la lecture de l'esprit, nous permet de nous faire confiance mutuellement et de coopérer d'une manière dont les autres créatures vivantes ne sont pas capables . Encore faut-il se prémunir du risque d'être trompés par les autres et de dériver vers le group think ? Mercier et Sperber affirment quee c’est une vigilance épistémique qui peut nous empêcher de tomber dans ce piège.

## Intelligence collective animale
L'intelligence collective s'observe principalement chez les insectes sociaux (fourmis, termites et abeilles),, et les autres animaux sociaux, notamment ceux se déplaçant en formation (oiseaux migrateurs, bancs de poissons) ou chassant en meute (loups, hyènes, lionnes).
L’étude des modes de collaboration animale bénéficie de possibilités de modélisation apportées par l’informatique, tout comme les travaux d’intelligence artificielle collaborative bénéficient des apports des études sur les collectifs animaux.

### Oiseaux migrateurs: optimisation de l'énergie
Les oiseaux migrateurs doivent parcourir de très longues distances, dans des conditions parfois difficiles. Ainsi, il est important pour eux d'optimiser leur déplacement du point de vue de l'énergie dépensée. Les oies sauvages adoptent des formations en V qui leur permettent d'étendre leur distance de vol de près de 70 %, car chaque oiseau prend l'aspiration de son prédécesseur, comme le font les cyclistes.
Le prix à payer est une perte en vitesse, puisqu'un individu seul vole en moyenne 24 % plus vite qu'une volée.

### Fourmis: résolution de problèmes

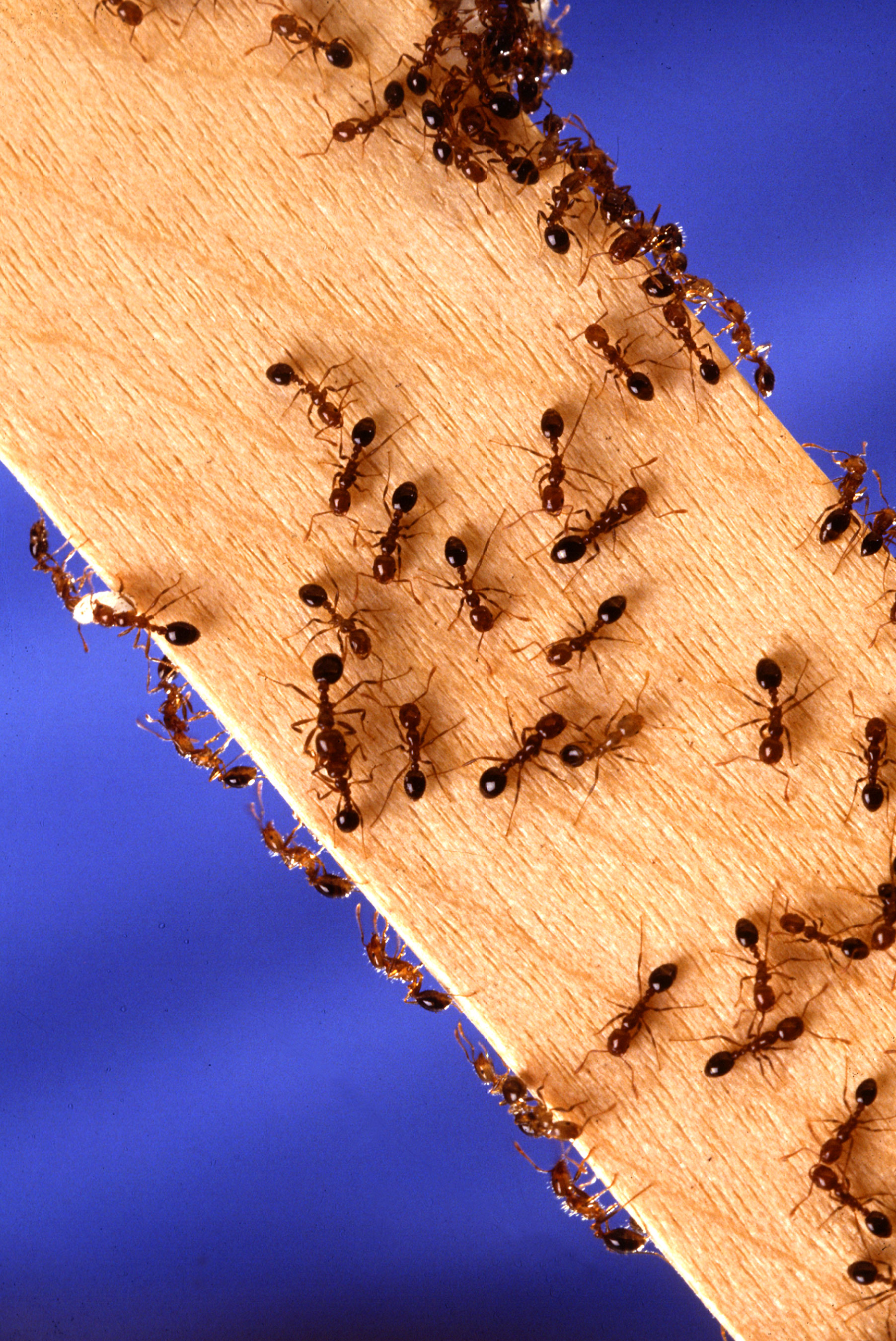
Les fourmis sont des animaux eusociaux.

Les fourmis, comme d'autres insectes sociaux, présentent des caractéristiques particulières : [réf. souhaitée]
- un registre comportemental limité,
- des capacités cognitives telles que chaque individu ne peut s’appuyer sur une connaissance de l'état de la collectivité et du milieu pour agir dans le sens nécessaire pour garantir un bon fonctionnement de la colonie,
- des facultés de communication avancées par le biais des phéromones, favorisant des interactions multiples.

La colonie dans son ensemble est un système complexe stable et auto-régulé capable de s'adapter très facilement aux variations environnementales les plus imprévisibles, mais aussi et surtout de résoudre des problèmes, sans contrôle externe ou mécanisme de coordination central, de manière totalement distribuée.

#### Division des tâches
Les fourmis, ainsi que les abeilles, les termites ou les guêpes, ont la faculté de répartir dynamiquement les tâches en fonction des besoins de la colonie et ce, de manière totalement distribuée, sans aucun contrôle central.
Chez les fourmis, le signe le plus ostensible d'une répartition effective des tâches au sein de la colonie est l'existence de castes, qui peuvent être de deux types : morphologiques et comportementales.

### Termites et auto-assemblage, auto-organisation
Les termites, grâce à leur « intelligence collective » via des processus collaboratifs simples, sont capables de s'auto-assembler [précision nécessaire].
Une caractéristique fréquente de l'intelligence collective est l'utilisation du substrat pour "communiquer" entre individus. C'est ce qui s'appelle la stigmergie. Par exemple, un termite n'échange pas directement des informations avec les autres termites, mais la modification apportée à la termitière va modifier le comportement des autres individus.

## Domaines spécifiques

### Intelligence collective au sein d'une organisation
Lorsque la communauté envisagée est une organisation, typiquement une entreprise, une collectivité locale, ou une association, l'intelligence collective peut être envisagée comme un état d'esprit dans la façon de conduire les projets ou mettre en réflexion l'organisation sur son propre fonctionnement. Ce changement d'état d'esprit passe avant l'utilisation d'outils de facilitation ou d'outils informatiques qui ne peuvent être qu'au service du processus.

### Intelligence collective mondiale
Lorsque la communauté d'intérêt est constituée par toute la population mondiale, comme c'est le cas sur des questions globales comme le réchauffement climatique, la paix dans le monde ou la gestion du Covid19, il y a lieu de mettre en place des mécanismes de régulation. C'est l'objectif poursuivi lors des sommets de la Terre ou d'autres réunions du même genre par les organisations participantes (ONU, Unesco, OMS, etc.).
L'espace collaboratif est ici constitué par la toile mondiale. Mais, si l'on recherche un développement équitable, il ne faut pas surestimer ses possibilités en raison du biais introduit par les écarts d'équipement entre les pays les plus développés et les moins avancés, qui apparaît clairement sur une carte faisant apparaître le nombre d'internautes par millier d'habitants dans le monde (voir article Internet). L'intelligence collective sur Internet est ainsi limitée par le moindre équipement Internet des pays les moins avancés (voir Internet en Afrique).

## Intérêts indirects de l’étude et de la modélisation des fonctionnements collectifs animaux
Des études interdisciplinaire faisant appel à la modélisation des comportements collectifs d’animaux commencent à révéler les principes sous-jacents de la prise de décision collective dans les groupes d'animaux, en démontrant comment les interactions sociales, l'état individuel, les modifications de l'environnement et les processus d'amplification et de filtrage de l'information peuvent jouer un rôle dans l’établissement de la réponse adaptative du collectif. Il semblerait que d'importants points communs existent avec ce qu’on sait des processus neuronaux et que l'on pourrait apprendre beaucoup en considérant le comportement collectif des animaux dans le cadre des sciences cognitives.
À un certain niveau de description, la prise de décision collective telle qu’elle semble opérer chez des collectifs d’animaux présente en effet de fortes similarités avec des caractéristiques essentielles des mécanismes de prise de décision au sein du cerveau. Bien que de nombreux détails diffèrent, cela incite à renforcer les échanges entre les chercheurs qui s'intéressent au comportement collectif des animaux d’une part et ceux qui travaillent dans le domaine des sciences cognitives d’autre part.
Ainsi, la modélisation informatique de ce qui se passe dans des comportements de regroupement chez des animaux sociaux atteste que plusieurs modes stables de comportement collectif peuvent apparaître sur la base d’exactement les mêmes formes d’interactions examinées au niveau individuel. Ce principe est strictement analogue à la multistabilité qu’on observe pour les systèmes neuronaux, dans lesquels de multiples états collectifs (attracteurs) coexistent pour la même valeur des paramètres du système et ce sans changer le réseau neuronal. Cette multistabilité des systèmes neuronaux joue sans doute un rôle pour la mémorisation et dans la reconnaissance des patterns temporels. Dès lors, l’étude du comportement coordonné d’animaux évolués peut servir de source d’inspiration directe pour concevoir des systèmes artificiels collectifs comme des groupes de robots autonomes ou des algorithmes de recherche informatique massivement parallèles.

## Limites de l'intelligence collective dans les sociétés humaines
De nombreux cas de défaillances sont connus en ce domaine. Par exemple :
- les décisions de groupe, où les membres n'osent pas dire ce qu'ils pensent ;
- l'acceptation passive d'un état de fait dont l'individu se doute qu'il mène à une catastrophe (ex : navette spatiale Challenger) ;
- les discussions sur les choix et les conséquences des décisions souvent confuses et ne menant à rien ;
- l'avis des experts sans conséquence face à l'opinion d'un groupe dont les individus se trompent ;
- ou au contraire les participants acceptant sans réflexion l'avis d'experts ;
- les votes démocratiques qui portent un dictateur à la tête de l'État ;
- les représentations collectives qui norment les comportements au détriment d'une classe ou d'une autre (conduisant par exemple à un taux de suicide très élevé chez les femmes en Chine[53]).

L'intelligence collective est ainsi limitée par des effets de groupe (conformisme, crainte, fermeture, absence de procédure, homogénéité idéologique), au point que l'individu seul peut parfaitement être plus intelligent que tout un groupe car, il conserve mieux sa pensée critique seul que sous l'influence du groupe. À noter d'ailleurs que la notion d'intelligence s'applique aux facultés cognitives, voire émotionnelles, d'un individu. L'application de cette notion à un groupe ne peut avoir le même sens, car il est impossible de dire où émergeraient des facultés de représentation, de création et d'apprentissage supérieures à celles des individus isolés. Selon Christian Morel, il est ainsi, en général, impossible à un groupe de rédiger un « document d'information clair et pertinent » (in Prend-on de meilleures décisions à plusieurs ?, Sciences humaines, mars 2006), ce qui exprimerait le fait que la notion de représentation collective est vague, voire inconsistante.